# Metro de Maracaibo

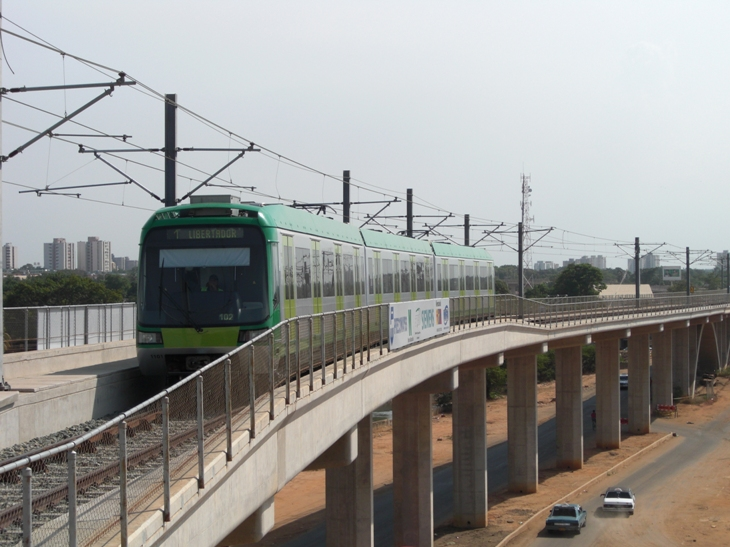

O Metro de Maracaibo é um sistema de transporte de massa da cidade de Maracaibo na Venezuela. Foi inaugurado de forma parcial em 25 de novembro de 2006.

## Ligações Externas
- Página Oficial do Metro de Maracaibo - Espanhol